# Orchestraccia
Die Orchestraccia ist ein italienisches Folk-Rock-Musikprojekt aus Rom.

## Geschichte
Das Musikprojekt formierte sich 2010 in Rom, beteiligt sind diverse Musiker und Schauspieler. Kernmitglieder sind Luca Angeletti, Roberto Angelini, Diego Bianchi, Giorgio Caputo, Marco Conidi, Edoardo Leo und Edoardo Pesce. Die Begleitband besteht aus Riccardo Corso, Giovanni Di Cosimo, Gianfranco Mauto, Daniele Natrella und Matteo Pezzolet. Das Projekt hat zum Ziel, römische Volkslieder aus dem 18. und 19. Jahrhundert neu zu interpretieren. 
2012 wurde die Orchestraccia über die Fernsehshow The Show Must Go Off auf La7 bekannt, wo sie als Hausband in Erscheinung trat, und veröffentlichte die erste Single Un’occasione bellissima. Das Debütalbum Sona Orchestraccia Sona erschien 2013. 2016 folgte das zweite Album Canzonacce, das erstmals die italienischen Albumcharts erreichte.

## Diskografie
Alben

| Jahr | Titel                   | Höchstplatzierung, Gesamtwochen, AuszeichnungChartsChartplatzierungen (Jahr, Titel, Platzierungen, Wochen, Auszeichnungen, Anmerkungen) | Anmerkungen |
| Jahr | Titel                   | IT | Anmerkungen |
| ---- | ----------------------- | --- | ----------- |
| 2013 | Sona Orchestraccia Sona | — |             |
| 2016 | Canzonacce              | IT47 (1 Wo.)IT |             |

## Belege
1. ↑  Alben von Orchestraccia. In: Italiancharts.com. Hung Medien, abgerufen am 2. Dezember 2021.